# Свид Хевен (Вашингтон)
Свид Хевен (енгл. Swede Heaven) насељено је место без административног статуса у америчкој савезној држави Вашингтон.

## Демографија
По попису из 2010. године број становника је 768.
| Група             | 2000.    | 2010.       |
| Белци             | 0 (0,0%) | 706 (91,9%) |
| Афроамериканци    | 0 (0,0%) | 1 (0,1%)    |
| Азијати           | 0 (0,0%) | 5 (0,7%)    |
| Хиспаноамериканци | 0 (0,0%) | 15 (2,0%)   |
| Укупно            | 0        | 768         |